# Енн Колтер
Енн Гарт Ко́лтер (англ. Ann Hart Coulter; нар. 8 грудня 1961, Нью-Йорк) — американська консервативна журналістка, політичний коментатор, письменниця. Є автором декількох бестселерів з політичного життя США, часто виступає з коментарями на радіо та телебаченні, друкується у декількох провідних газетах та журналах США. Має репутацію радикального консерватора і відома досить агресивним стилем полеміки та скандальними заявами.

## Життєпис
Енн Колтер народилася у Нью-Йорку, але дитинство провела у штаті Коннектикут, у місті Нью-Канаан. Після закінчення середньої школи у 1980 році поступила на навчання до Корнельського університету, де була також редактором місцевої студентської газети. У 1984 році закінчила університет зі ступенем бакалавра з історії і продовжила навчання в Школі права Мічиганського університету, яку закінчила з відзнакою у 1988 році.
Після закінчення університету деякий час працювала клерком у федеральному апеляційному суді США у Канзас-Сіті. Пізніше займалася приватною юридичною практикою у Нью-Йорку, але після 1994 року почала працювати у юридичному комітеті Конгресу США та юридичним консультантом конгресмена від штату Мічиган.
Енн Колтер часто друкувалася у різних виданнях ще зі студентських років, у 1990-х роках регулярно дописувала у декількох виданнях і пізніше повністю присвятила себе письменницькій праці, є автором декількох книжок, які стали бестселерами. Крім публіцистики Енн Колтер також часто з'являється на телебаченні як коментатор, бере участь у ток-шоу і політичних заходах організованих переважно Республіканською партією США. Завдяки популярності як консервативний і дещо контроверсійний коментатор, Енн Колтер також виступає з лекціями у різних навчальних закладах США.